# Geranium tenue
Geranium tenue là một loài thực vật có hoa trong họ Mỏ hạc. Loài này được Hanks mô tả khoa học đầu tiên năm 1907.